# Immuntoxin

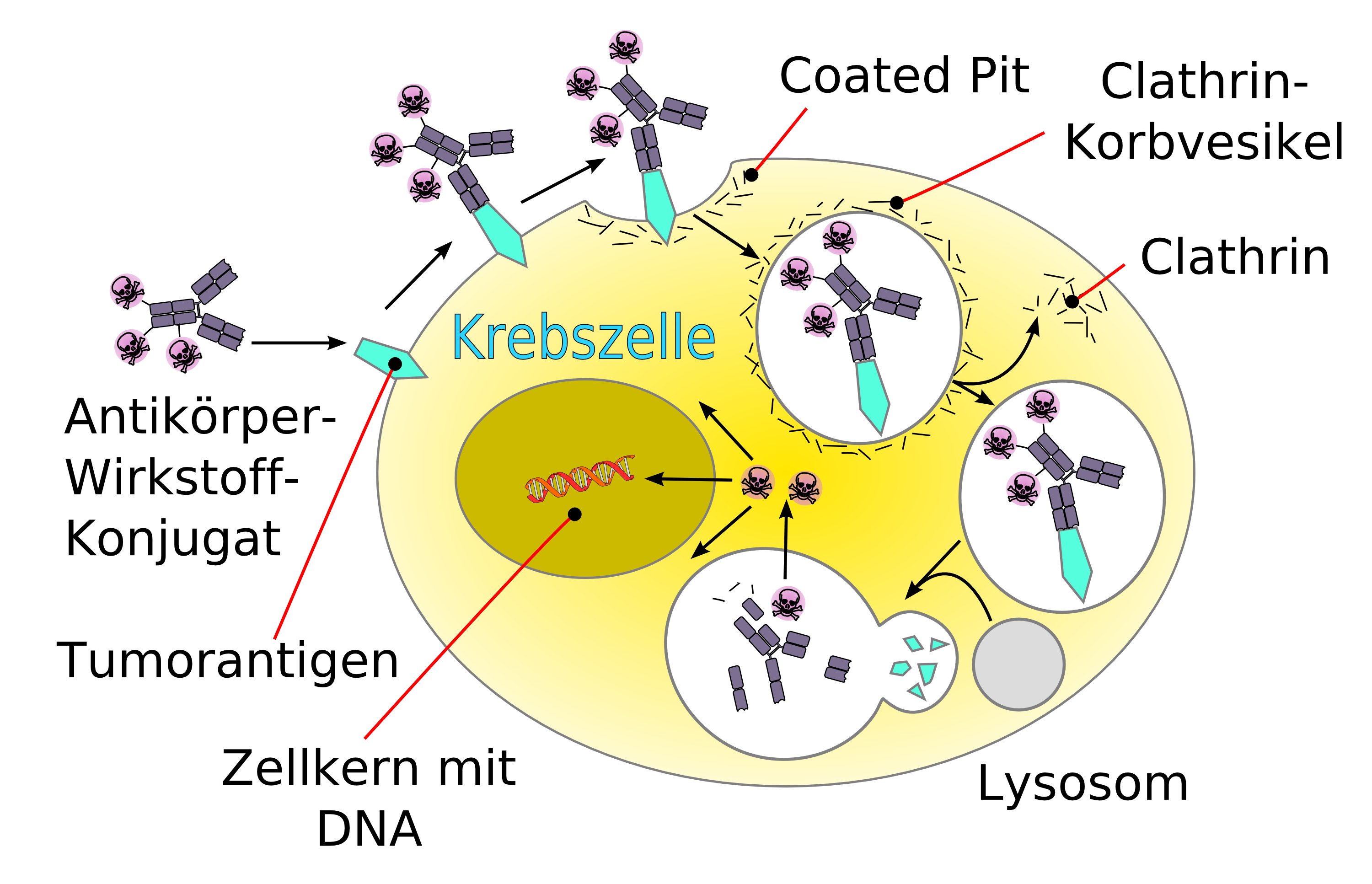
Schematische Darstellung der Endozytose eines Immuntoxins in einer Krebszelle.

Immuntoxine, auch als Immunotoxine bezeichnet, sind Immunkonjugate, die aus einer zellbindenden Komponente und einem Toxin bestehen. Immuntoxine sind potenzielle Arzneistoffe, die vor allem in der Onkologie zur Behandlung von Krebserkrankungen eingesetzt werden sollen (Krebsimmuntherapie).

## Aufbau und Synthese
Immuntoxine sind aus zwei Komponenten aufgebaut. Eine Komponente ist dabei ein möglichst selektiv an Krebszellen bindendes Trägermolekül. Dies ist in den meisten Fällen ein monoklonaler Antikörper oder ein Fragment eines monoklonalen Antikörpers oder ein entsprechendes Antikörper-Mimetikum. Das Trägermolekül dient zum einen als Ligand zur Anbindung an die Zielstruktur (Target) auf der Zellmembran einer Krebszelle. Der Ligand leitet sich definitionsgemäß aus dem Immunsystem ab. Als Zielstrukturen dienen im Wesentlichen Tumorantigene oder tumorspezifische Rezeptoren, das heißt Proteine oder Glycoproteine, die idealisiert nur von Krebszellen an ihrer Zelloberfläche präsentiert (exprimiert) werden. Die andere Funktion des Trägermoleküls ist die Anbindung eines Toxins – der zweiten Komponente eines Immunotoxins.
Toxine sind hochtoxische Verbindungen pflanzlichen oder bakteriellen Ursprungs. Für die Immuntoxine werden fast ausschließlich Toxine auf Proteinbasis verwendet. Bei den ersten Immuntoxinen wurden Antikörper und Toxin getrennt synthetisiert und dann über chemische Linker miteinander verbunden. Mittlerweile werden Immuntoxine vollständig rekombinant, das heißt mit Hilfe von gentechnisch veränderten Mikroorganismen, hergestellt (Fusionsproteine).
Auf diese Weise können auch Immuntoxine hergestellt werden, die nur aus der Bindungsdomäne des Antikörpers und einem aktiven Abschnitt des Toxins bestehen.
Als Toxine kommen pflanzliche Toxine, wie beispielsweise Rizin, Saporin (ein Toxin das Ribosomen deaktiviert), Bryodin 1 (ein ebenfalls Ribosomen deaktivierendes Toxin der Rotfrüchtigen Zaunrübe (Bryonia dioica)), Bouganin (ein Toxin von der Art Bougainvillea spectabilis aus der Gattung der Bougainvillea), Gelonin (ein Toxin aus Gelonium multiflorum) oder pokeweed antiviral protein (PAP, American Pokeweed = Amerikanische Kermesbeere = Phytolacca americana), sowie bakterielle Toxine, wie zum Beispiel Diphtherietoxin, Listeriolysin O, Exotoxin A (Pseudomonas-Exotoxin) oder Anthraxtoxin, zur Anwendung.
Mittlerweile kommen überwiegend bakterielle Toxine, beziehungsweise deren Toxinabschnitte, zum Einsatz. Dies liegt unter anderem an der teilweise ungünstigen enzymatischen Verarbeitung und Freisetzung dieser Immuntoxine im Lysosom sowie dem Übergang zu rekombinant hergestellten Immuntoxinen.
Wird der zellbindende Bereich des Toxins aus dem entsprechenden Gen, das für das Toxin kodiert deletiert, so kann die Anwendungssicherheit des Immuntoxins erhöht werden. So sind weitgehend nur die über das Trägermolekül aufgenommenen Toxine in der Zelle wirksam. Freie Toxine, die beispielsweise enzymatisch vom Trägermolekül abgespalten wurden, dagegen nicht. Prinzipiell können auch mehrere Toxinmoleküle an einen Antikörper gebunden werden.

## Wirkungsprinzip
Über den Liganden (Antikörper, Antikörperfragment oder Antikörper-Mimetikum) bindet das Immuntoxin bevorzugt an die Zellen, die den entsprechenden Rezeptor, beispielsweise ein Tumorantigen, an ihrer Oberfläche exprimieren. Dabei bildet sich ein Immunkomplex aus Ligand und Rezeptor (Schlüssel-Schloss-Prinzip). Das Immuntoxin wird von der Zelle, an deren Oberfläche es gebunden ist, mittels rezeptorvermittelter Endozytose internalisiert und im Lysosom zerlegt. Dabei wird das Toxin freigesetzt und kann seine Wirkung entfalten. Die Wirkung ist toxinabhängig. Einige Toxine zerstören die Zellmembran, andere deaktivieren die Ribosomen oder ähnlich essentielle Proteine im Zytosol. Durch die Schädigung der Zelle wird die Apoptose (programmierter Zelltod) ausgelöst.
Bei katalytisch wirkenden Toxinen, wie beispielsweise dem Diphtherietoxin, genügt in vielen Fällen ein einziges Molekül in einer Zelle, um sie abzutöten.

## Status der Entwicklung
Die ersten Konzepte für Immuntoxine stammen bereits aus den frühen 1980er Jahren. Eine Reihe von Immuntoxinen befindet sich derzeit in der klinischen Erprobung. Momentan ist kein auf einem Antikörper basierendes Immuntoxin als Arzneimittel zugelassen. Die wesentlichen Probleme liegen in der kurzen Plasmahalbwertszeit der aktuell getesteten Immuntoxine und der damit verbundenen schnellen Ausscheidung aus dem Körper sowie weiteren im nächsten Absatz beschriebenen Ursachen.
Mit Denileukin Diftitox wurde 1999 in den Vereinigten Staaten das erste Immuntoxin von der FDA zur Therapie von therapierefraktären Patienten mit kutanem T-Zell-Lymphom zugelassen. Es besteht nicht aus einem Antikörper, sondern aus Interleukin-2, an das das Diphtherietoxin gebunden ist. Das Interleukin-2 bindet dabei an den Interleukin-2-Rezeptor, der im Wesentlichen von T-Lymphozyten exprimiert wird – so auch von den malignen T-Lymphozyten. Von der Europäischen Arzneimittelagentur (EMA) wurde Denileukin-Diftitox ein Orphan-Arzneimittel-Status zugewiesen.

## Limitierungen und Potenziale
Die besten Ergebnisse in klinischen Studien wurden bisher bei hämatologischen Krebserkrankungen – im Wesentlichen bei T-Zell-Lymphome und Leukämien – erzielt. Bei anderen Krebserkrankungen, insbesondere bei soliden Tumoren, sind die Ergebnisse bisher eher enttäuschend. Die Nebenwirkungen waren in vielen Fällen, bedingt durch eine zu hohe Anbindung auch an gesundes Gewebe, erheblich. Die Ursache lag hierbei in einer zu geringe Spezifität gegenüber Krebszellen. Von den gesunden Körperzellen werden dadurch vor allem die Zellen der Leber und der Nieren geschädigt. Ein vielversprechender Ansatz zur Lösung dieses Problems ist die Verwendung von bispezifischen Immuntoxinen. Dabei werden scFv-Fragmente mit zwei unterschiedlichen Liganden mit einem einzelnen Toxin verbunden, wodurch sich die Wahrscheinlichkeit der Bindung an eine Krebszelle erhöht.
Eine sehr häufige Nebenwirkung bei den Immuntoxinen der ersten Generation, auf der Basis von Rizin, ist das systemische Kapillarlecksyndrom (engl. vaskular leakage syndrome, VLS), das letztlich die Dosis des Immuntoxins limitiert. Bei bakteriellen Toxinabschnitten ist dieses Problem nicht gegeben. Mittlerweile stehen modifizierte Rizinsequenzen zur Verfügung, bei denen diese Nebenwirkung weitgehend ausgeschaltet ist.
Eine weitere Schwierigkeit ist die schlechte Tumorpenetration der Immuntoxine. Die rekombinant hergestellten Immuntoxine zeigen dabei einige Vorteile gegenüber den chemisch gekoppelten Immuntoxinen. Durch Verkleinerung des Liganden, beispielsweise durch Verwendung von Fab- oder scFv-Fragmenten, die ein höheres Penetrationsvermögen in das Gewebe besitzen, kann dieses Problem zum Teil überwunden werden. Auch eine Verkleinerung des Toxins, durch Deletion von weniger aktiven Bereichen ist möglich.
Bei vielen Patienten bildet sich eine Immunantwort gegen die Immuntoxine, da sie beispielsweise schon früher Antikörper gegen die in der Natur frei vorkommenden Toxine gebildet haben. Manche Toxine werden in den Krebszellen im Lysosom enzymatisch abgebaut und bleiben dann in der Zelle ohne Wirkung.
Trotz dieser Einschränkungen und Probleme wird Immuntoxinen – auch bei soliden Tumoren – ein hohes therapeutisches Potenzial bescheinigt. Während beispielsweise bei der konventionellen Chemotherapie nekrotische ruhende Bereiche eines Tumors häufig nicht auf die Therapie ansprechen, beziehungsweise Resistenzen entwickelt haben, können Immuntoxine auch dort die Apoptose auslösen. Auch in wirkstoffresistenten Zellen (Multiple Drug Resistance) können Immuntoxine die Apoptose auslösen.

## Weiterführende Literatur

### Fachbücher
- C. Huber (Herausgeber) u. a.: Krebsimmuntherapien.  Deutscher Ärzteverlag, 2007, ISBN 3-7691-1212-1.
- W. A. Hall: Immunotoxin methods and protocols. Humana Press, 2000, ISBN 0-89603-775-4.
- K. Kawakami u. a.: Cytotoxins and immunotoxins for cancer therapy. Routledge Chapman&Hall, 2004, ISBN 0-415-26365-4.
- M. L. Grossbard: Monoclonal antibody-based therapy of cancer. Informa Healthcare, 1998, ISBN 0-8247-0196-8.
- M. Welschof und J. Krauss: Recombinant antibodies for cancer therapy. Verlag Springer, 2002, ISBN 0-89603-918-8.
- G. T. Hermanson: Bioconjugate techniques. Academic Press, 2008, ISBN 0-12-370501-0.

### Review-Artikel
- D. C. Holzman: Whatever happened to immunotoxins? Research,  and hope, are still alive. In: J Natl Cancer Inst 101, 2009, S. 624–625. PMID 19401548
- G. C. MacDonald und N. Glover: Effective tumor targeting: strategies for the delivery of Armed Antibodies. In: Curr Opin Drug Discov Devel 8, 2005, S. 177–183. PMID 15782542
- T. M. Allen: Ligand-targeted therapeutics in anticancer therapy. In: Nature Rev Cancer 2, 2002, S. 750–763. PMID 12360278
- I. Pastan u. a.: Immunotoxin treatment of cancer. In: Annu Rev Med 58, 2007, S. 221–237. PMID 17059365
- U. Brinkmann: Recombinant antibody fragments and immunotoxin fusions for cancer therapy. In: In Vivo 14, 2000, S. 21–27. PMID 10757057
- R. J. Kreitman: Toxin-labeled monoclonal antibodies. In: Curr Pharm Biotechnol 2, 2001, S. 313–325. PMID 11762413
- R. J. Kreitman: Immunotoxins for targeted cancer therapy. In: AAPS J 8, 2006, S. E532–551. PMID 17025272
- R. J. Kreitmann: Recombinant immunotoxins containing truncated bacterial toxins for the treatment of hematologic malignancies. In: BioDrugs 23, 2009, S. 1–13. PMID 19344187 doi:10.2165/00063030-200923010-00001

### Fachartikel
- S. Barth u. a.: Immuntoxine – Wirkungsweise und Einsatz bei malignen Erkrankungen. In: Der Internist 38, 1997, S. 1063–1069. PMID 9453955 doi:10.1007/s001080050118
- M. Mathew, R. S. Verma: Humanized immunotoxins: a new generation of immunotoxins for targeted cancer therapy In: Cancer Sci. 100, 2009, S. 1359–1365 PMID 19459847 (Review)
- A. E. Frankel: New anti-T cell immunotoxins for the clinic. In: Leukemia Research  29, 2005, S. 249–251. PMID 15661259

### Dissertationen
- M. Posch: Neue Ansätze zur zielgerichteten Behandlung solider Tumoren – Antisense Oligonukleotide und Immunotoxine zur tumorzellspezifischen Apoptoseinduktion. Humboldt-Universität zu Berlin, 2002
- M. Kleinschmidt: [https://de.wikipedia.org/w/index.php?title=Wikipedia:Defekte_Weblinks&dwl=http://sundoc.bibliothek.uni-halle.de/diss-online/04/04H185/t1.pdf Die nachstehende Seite ist nicht mehr abrufbar], festgestellt im November 2024. (Suche in Webarchiven.)  [http://sundoc.bibliothek.uni-halle.de/diss-online/04/04H185/t1.pdf Design modularer Immunotoxine unter Verwendung polyionischer  Fusionspeptide.] (PDF; 176 kB)  Martin-Luther-Universität Halle-Wittenberg, 2002
- J. Keller: Entwicklung molekularer Adapter zur Optimierung von Immunotoxinen. FU Berlin, 2002
- D. Brüll: Konstruktion und Charakterisierung von rekombinanten Immuntoxinen zur Therapie von metastasierendem Pankreaskarzinom. RWTH Aachen, 2004
- I. Heisler: Bedeutung spaltbarer Peptidlinker für die Funktion rekombinanter Saporin-EGF-Immunotoxine. FU Berlin, 2003
- P. Wolf: Herstellung und Charakterisierung rekombinanter Immunotoxine aus anti-PSMA single-chain-Antikörperfragmenten zur Therapie des Prostatakarzinoms. Albert-Ludwigs-Universität Freiburg, 2005